# ألبرت أوليفر
ألبرت أوليفر (بالإسبانية: Albert Oliver)‏ مواليد 4 يونيو 1978، هو لاعب كرة سلة إسباني بدأ مسيرته الاحترافية في سنة 1997 يلعب في ليغا أيه سي بي ويحمل الرقم 4. يبلغ طوله 6 قدم 2 بوصة (1.9 م).

## روابط خارجية
- ألبرت أوليفر على موقع الدوري الأوروبي لكرة السلة (الإنجليزية)
- ألبرت أوليفر على موقع الدوري الإسباني لكرة السلة (الإسبانية)
- ألبرت أوليفر على موقع كرة السلة الأوروبية.كوم (الإنجليزية)
- ألبرت أوليفر على موقع ريلجم (الإنجليزية)
- ألبرت أوليفر على موقع بروبوليرز (الإنجليزية)
- ألبرت أوليفر على موقع سبورتس رفرنس (الإنجليزية)